# MBDA Deutschland
La MBDA Deutschland GmbH è una società tedesca attiva nel settore armiero. Assieme alla TDW Gesellschaft für verteidigungstechnische Wirksysteme mbH e alla Bayern-Chemie Gesellschaft für flugchemische Antriebe mbH e ad altre società, forma la MBDA Deutschland, facente parte a sua volta del gruppo MBDA. Accanto alla sede di Schrobenhausen vi sono quelle di Aschau am Inn e Ulma.
Progetta e fabbrica componenti e sistemi di difesa suolo, mare, aria.

## Storia
Nel 1995 viene creata una società che rileva le attività missilistiche di DASA (oggi Airbus Group, già EADS) e della Dornier GmbH nella LFK-Lenkflugkörpersysteme GmbH. Dal 2006 fa parte della multinazionale MBDA. Il 9 maggio 2012 viene fusa la LFK-Lenkflugkörpersysteme GmbH in MBDA Deutschland GmbH.

## Prodotti

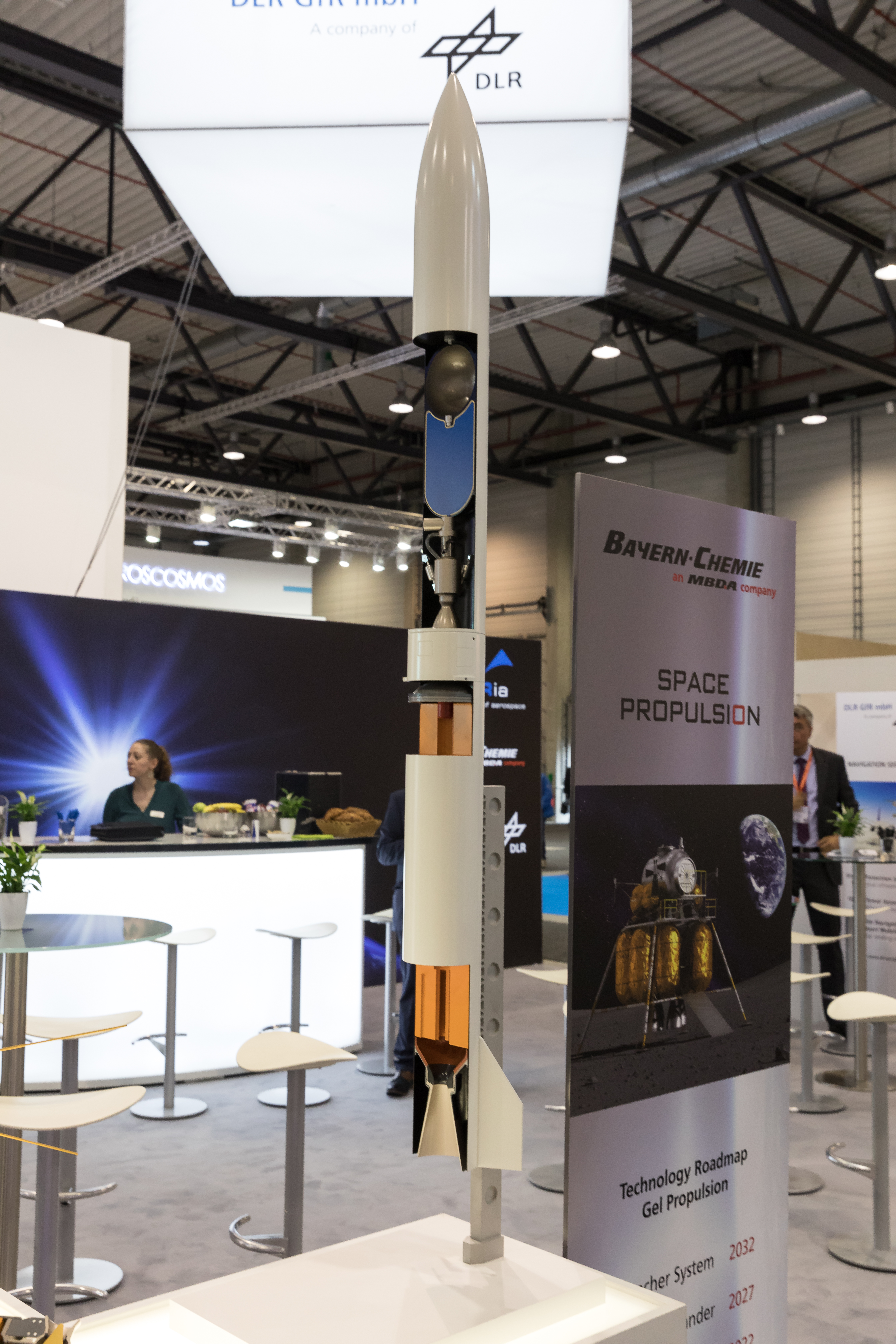
Simulacro di un missile MDBA

La MBDA Deutschland sviluppa e produce armi del tipo:
- Taurus KEPD 350
- MILAN
- TLVS
- MIM-104 Patriot[4]
- Lenkflugkörper für Infanterie und Spezialkräfte (Enforcer)
- PARS 3 LR
- Close-In Weapon System RIM-116 Rolling Airframe Missile
- PIMPF (Programmable Intelligent Multi Purpose Fuze)[5][6]

## Società
La MBDA Deutschland GmbH:
- 100 % Bayern-Chemie Gesellschaft für flugchemische Antriebe mbH
- 100 % TDW Gesellschaft für verteidigungstechnische Wirksysteme mbH
- 67 % TAURUS Systems GmbH (33 % SAAB Dynamics AB)
- 66,7 % euroMEADS Air Defence Systems Beteiligungs GmbH (33,3 % MBDA Italia S.p.A.)
- 60 % Taktisches Luftverteidigungssystem (TLVS) GmbH (40 % Lockheed Martin Corporation)
- 50 % COMLOG Gesellschaft für Logistik mbH (50 % Raytheon Procurement Company, Inc.)
- 50 % GLVS-Gesellschaft für Luftverteidigungssysteme mbH (50 % Lockheed Martin Corporation)
- 50 % PARSYS GmbH (50 % Diehl BGT Defence GmbH & Co. KG)
- 50 % RAM-System GmbH (25 % Diehl BGT Defence GmbH & Co. KG und 25 % Diehl Stiftung & Co. KG)
- 25 % MEADS International Inc. (58 % Lockheed Martin Corporation und 17 % MBDA Italia S.p.A.)